# Phaethornis longirostris
Phaethornis longirostris е вид птица от семейство Колиброви (Trochilidae).

## Разпространение
Видът е разпространен в Белиз, Венецуела, Гватемала, Колумбия, Коста Рика, Мексико, Никарагуа, Панама и Хондурас.